# Jürgen Ebert
Jürgen Ebert (25 de Setembro de 1916 - 24 de Fevereiro de 1945) foi um comandante de U-Boot que serviu na Kriegsmarine durante a Segunda Guerra Mundial.